# Gustavo Gutiérrez (teólogo)
Gustavo Gutiérrez-Merino Díaz (Lima, 8 de junio de 1928-Lima, 22 de octubre de 2024) fue un filósofo y teólogo católico peruano, ordenado sacerdote en 1959, dominico desde 2001 y pionero de la corriente teológica latinoamericana denominada Teología de la Liberación, una de las más influyentes del siglo XX. Fue, asimismo, fundador del Instituto Bartolomé de las Casas con sede en Lima.
Junto con su amigo de colegio, Javier Mariátegui, realizó estudios de medicina y letras en la Universidad Nacional Mayor de San Marcos (Perú) mientras militaba en la Acción Católica, donde desarrollaba sus primeros esbozos de reflexión teológica. Realizó sus estudios teológicos en varias universidades de Europa, como la Facultad de Teología de la Universidad de Lovaina (Bélgica) y la Universidad Católica de Lyon (Francia). Fue catedrático en las universidades de Míchigan, Cambridge, Montreal, Harvard, Comillas, Berkeley, Lyon, Sao Paulo, Sophia (Tokio), entre otras.
Sus propuestas teológicas se centran en la relación entre salvación, liberación y desarrollo; y en la opción preferencial por el pobre. En ese sentido, las dos preguntas fundamentales de su pensamiento son (1) «¿existen dos órdenes paralelos --es decir, un fin autónomo y secular del ser humano, y una revelación sobrenatural--, de tal modo que el hombre se moverá en dos ámbitos del saber y de la vida completamente separados e independientes uno del otro? ¿O bien el ser humano, en su más profunda unidad como persona, es llamado por Dios a construir la vida individual y social religiosa y éticamente?»; y (2) «¿cómo decirle al pobre que Dios lo ama?». En ese marco, sus planteamientos siempre se han mantenido críticos contra las estructuras sociales injustas que perpetúan la pobreza en América Latina y a las posturas clericalistas al interior de la Iglesia.
Gutiérrez, por su parte, fue objeto de críticas de diversa índole, incluyendo acusaciones de marxismo y de alejamiento de la ortodoxia. La Santa Sede, sin embargo, dio «por concluido el camino de clarificación de los puntos problemáticos contenidos en algunas obras del autor» en el año 2004. Tanto el papa Benedicto XVI como el papa Francisco lo recibieron en Roma, y este último prologó el libro que co-publicó en 2015 con el cardenal Gerhard Ludwig Müller.
Sus libros han sido traducidos a distintos idiomas. Fue galardonado en 2003 con el Premio Príncipe de Asturias de Comunicación y Humanidades, en palabras del jurado, «por su coincidente preocupación por los sectores más desfavorecidos y por su independencia frente a presiones de todo signo, que han tratado de tergiversar su mensaje». En 2012 recibió el Premio Nacional de Cultura concedido por el Ministerio de Cultura del Perú y Petroperú.

## Formación y juventud
Compartí con otros amigos la inquietud de conocer más y mejor la doctrina cristiana. Era lo que llamábamos el aspecto de estudio o formación que veíamos como condición necesaria para la acción según el famoso principio... 'Nadie da lo que no tiene'.

Realizó sus estudios teológicos en varias universidades de Europa, en la Facultad de Teología de la Universidad de Lovaina (Bélgica) y en la Universidad Católica de Lyon, en Francia, donde tuvo como profesores a Henri de Lubac, Yves Congar, Marie Dominique Chenu, Christian Ducoq y varios otros de los que integraban en ese entonces las escuelas de Le Souchoir (dominica) y Fourvière (jesuita). El contacto con ellos le permitió tomar contacto con las discusiones teológicas posconciliares de aggiornamento y apertura de la Iglesia al mundo contemporáneo. Como parte de esas discusiones, influyen en él también teólogos como Edward Schillebeeckx, Karl Rahner, Hans Küng y Johann Baptist Metz. En contacto y diálogo con el mundo de la teología protestante conoció el profundo trabajo de Karl Barth y mantuvo interés por otros teólogos como Jürgen Moltmann, Dietrich Bonhoeffer y de científicos sociales como François Perroux y su idea del desarrollo, y sin duda con P. Lebret. En 1959 fue ordenado sacerdote en Europa y luego volvió a Perú, en donde fue nombrado párroco en el distrito de Rímac, en Lima.
En 1970, durante su etapa como profesor en la Pontificia Universidad Católica del Perú desarrolló el primer curso dedicado a José Carlos Mariátegui, donde tuvo como alumnos a Alberto Flores Galindo, Javier Diez Canseco, Maruja Martínez, entre otros. Además de su trabajo pastoral, fue profesor emérito de la Pontificia Universidad Católica del Perú y de la Universidad de Notre Dame (Estados Unidos).

## Pensamiento

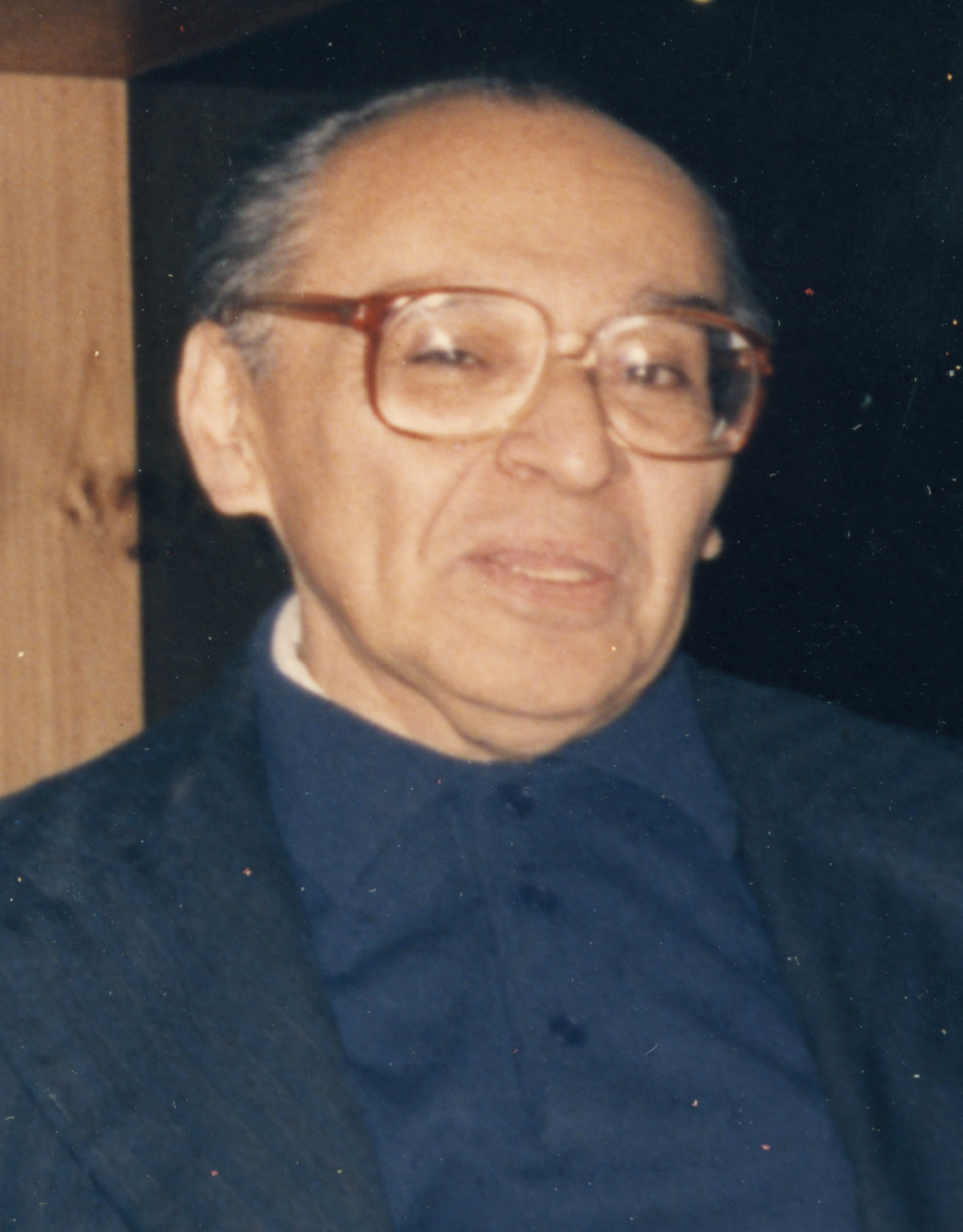
Gutiérrez-Merino en 1988.

En primer lugar, en el pensamiento de Gutiérrez se observará la realidad latinoamericana, como "signo de los tiempos", fundamento y motor de la teología de la liberación, tal y como la entiende él. Sin lugar a dudas su vida marcó de forma definitiva su pensamiento teológico. El mundo que conoció en su juventud era un mundo de injusticia y opresión en contra de los menesterosos. Como él mismo dice: 

Vengo de un continente en el cual más del 85 % de la población vive en situación de "pobreza" y de "pobreza extrema". Esto significa que hay una mayoría que no logra satisfacer sus necesidades básicas e incluso que carece de lo más elemental. Vengo de un continente donde en los últimos 20 años han sido asesinados más de cien religiosas, religiosos, sacerdotes y obispos, y varios centenares de catequistas y miembros de las comunidades cristianas.
Juan de la Cruz, desde América Latina (1991)

A partir de ahí, Gutiérrez se propuso centrar la teología en el redescubrimiento del amor al prójimo como centro de la vida cristiana y en una comprensión más bíblica de la fe.

### Teología de la liberación
Si decimos que la fe es un compromiso con Dios y con los hombres y afirmamos que la teología es la inteligencia de la fe, debemos entender que la fe es una inteligencia de ese compromiso... La teología no es lo primero, lo primero es el compromiso; la teología es una inteligencia del compromiso, el compromiso es acción... Teología de la liberación quiere decir: establecer la relación que existe entre la emancipación del hombre –en lo social, político y económico– y el reino de Dios.

Gutiérrez cita varias veces el documento conciliar Gaudium et Spes y la encíclica Populorum Progressio.
Así pues, según él, la teología de la liberación surgió originalmente como la respuesta cristiana a la situación en la que vive gran parte de la población de América Latina. Para Gutiérrez, el centro del problema en América Latina es el pecado manifestado en una estructura social injusta. El teólogo pone énfasis en la dignidad de los pobres al priorizar la gloria que Dios ha puesto en ellos.
En Teología de la liberación, perspectivas, Gutiérrez realiza un análisis de la percepción bíblica de pobreza. En esta obra, distingue dos estados de pobreza: como un «estado escandaloso» y como una «infancia espiritual». Gutiérrez observa que mientras el primero es aborrecido por Dios, el segundo es valorado. Por un lado: "La pobreza es para la Biblia un estado escandaloso que atenta contra la dignidad humana y, por consiguiente, contrario a la voluntad de Dios." Para poder llegar a esta conclusión Gutiérrez realiza un excelente análisis de la condena de la pobreza en el antiguo testamento, principalmente en los profetas, y en el nuevo testamento. Por otro lado, presenta la pobreza como una infancia espiritual, refiriéndose, por supuesto, a las bienaventuranzas de Mateo y Lucas. “Bienaventurados los pobres porque el reino de Dios ha comenzado."
Para Gutiérrez, estos dos estados de pobreza conviven en la fe de los creyentes de América Latina. En América Latina se vive un binomio no compatible. Mientras un pueblo profesa una inmensa fe en el Dios de vida, muere presa del hambre, la desnutrición, o la injusticia de un sistema hostil. Por un lado hay hambre de Dios, por otro hambre de pan: 

Yo deseo que el hambre de Dios permanezca; que el hambre de pan se haga resolver... hambre de Dios sí, hambre de pan no.

En las obras de Gutiérrez, la pobreza juega un papel importantísimo por ser esta la causa del surgimiento de su teología. Gutiérrez critica en numerosas ocasiones la forma en que otras naciones conciben la situación del tercer mundo, específicamente de América Latina. Hablando del desarrollo de los países tercer mundistas, comenta: 

Para algunos el término desarrollo sería, por decirlo así, negativo. Habría surgido como oposición al término subdesarrollo que expresaba la situación –y angustia– de los países pobres comparados con los países ricos.

Solamente por medio de la manifestación de una fe comprometida se puede llegar a manifestar los propósitos de Dios para el hombre, sin importar el color o la clase social bajo la que haya nacido. Precisamente por esto, la teología de la liberación pretende ser:

La expresión de la vivencia de la inteligencia de la fe cristiana de los pobres. La teología de la liberación insiste en priorizar el don de vida como manifestación suprema de Dios.

## Opción por los pobres
Para Gutiérrez el problema se incrementa cuando se nota que en el pobre hay una «ausencia del reconocimiento de su dignidad humana y de su condición de hijas e hijos de Dios, sea tanto por razones económicas, como raciales, de género, culturales, religiosas u otras». Este problema es mucho más antiguo que la teología de la liberación. Ya en la Iglesia primitiva, Santiago advertía sobre el desprecio de la dignidad de los creyentes pobres. San Pablo también condena esta situación que se estaba gestando en el seno de la iglesia corinta. Gutiérrez, en este punto, exhorta a la comunidad cristiana a recordar las enseñanzas de los apóstoles.
Además, la pobreza para Gutiérrez es el resultado de estructuras injustas y pecaminosas, como él mismo argumenta: 

La pobreza no es una fatalidad, es una condición; no es un infortunio, es una injusticia. Es resultado de estructuras sociales y de categorías mentales y culturales, está ligada al modo como se ha construido la sociedad, en sus diversas manifestaciones.

En primer lugar, Gutiérrez hace un llamado a entender la realidad del pobre. Ser pobre no es, simplemente carecer de los recursos económicos para el desarrollo. Por el contrario, Gutiérrez entiende la pobreza como «un modo de vivir, de pensar, de amar, de orar, de creer y esperar, de pasar el tiempo libre, de luchar por la vida». Por eso dice: «La pobreza no es una fatalidad, es una condición». Por otro lado, el dominico enfatiza que la pobreza es el resultado de la sociedad. Sin embargo, para muchos otros teólogos parece que reducir el problema de la pobreza a algo totalmente social es bastante simple. El origen de la pobreza es mucho más complejo. En América Latina se origina desde los tiempos de la conquista y a eso se agrega varios factores políticos, geográficos, y personales.
La proclamación del evangelio en medio de la situación injusta debe llevar a una praxis que se encuentre basada sobre principios obtenidos de la palabra de Dios. En el artículo Teología y pobreza, Gutiérrez recuerda que dicha opción debe conducir a tres acciones bien definidas. La opción preferencial por el pobre nos recuerda un eje fundamental de la vida cristiana que se despliega en tres niveles: 
1. El anuncio y testimonio del reinado de Dios, presente ya en la historia humana y llamado a transformarla.
2. El de inteligencia de la fe, porque nos revela aspectos esenciales del Dios de nuestra fe y proporciona una perspectiva para el trabajo teológico.
3. El caminar tras los pasos de Jesús, lo que conocemos como espiritualidad, en el nivel más profundo y sobre el que todo lo demás reposa.

El principal fundamento bíblico en pro de esta praxis se encuentra en la encarnación de Cristo. La encarnación kenótica de Cristo por el ejemplo del ministerio de la Iglesia. En primer lugar, para Gutiérrez el ministerio de Cristo entre los rechazados y despreciados de su tiempo es un claro ejemplo para la Iglesia contemporánea. En segundo lugar, «la encarnación es un acto de amor. Cristo se hace hombre, muere y resucita para liberarnos y hacer que gocemos libertad (Gal. 5,1). Morir y resucitar con Cristo es vencer a la muerte y entrar en una vida nueva. La cruz y la resurrección sellan nuestra libertad». La libertad de Cristo es vista por Gutiérrez como la dadora de libertad espiritual y económica.

### La praxis liberadora
La reflexión teológica de la liberación no se limita a ser un simple discurso sin implicaciones prácticas y concretas, sobre todo cuando dicha reflexión gira en torno a una situación humana que amenaza con destruir la dignidad y las vidas de los hombres y mujeres que habitan en este continente. Por lo tanto, la reflexión en torno a esta situación desemboca en lo que los teólogos de la liberación llaman “praxis liberadora”. Por praxis liberadora, los teólogos de la liberación entienden al proceso mediante el cual la fe de la Iglesia construye la liberación económica, espiritual e intelectual de los pueblos socialmente oprimidos como cumplimiento del reino de Dios.
Ahora bien, para Gutiérrez la praxis liberadora es un proceso un poco más complejo, debido a que el autor distingue de la praxis liberadora la praxis histórica. La historia forma parte fundamental en el pensamiento de Gutiérrez pues, la fe se vive en la historia y todas las conclusiones de la reflexión deben verse reflejadas en la lucha por humanizar a los oprimidos:

La historia es concebida por Gutiérrez como ‘proceso de liberación del hombre’... convertirse a la historia es convertirse al prójimo a la justicia social, lo histórico está ligado a lo conflictual, a lo temporal, a lo terreno, material, social, a lo existencial y concreto.

Gutiérrez recuerda que:

La fe en un Dios que nos ama… no solo no es ajena en la transformación del mundo sino que conduce necesariamente a la construcción de esa fraternidad y de esa comunión en la historia.

La praxis liberadora, entonces, tiene su base en el amor que Dios manifiesta por los hombres y, por otro lado, en el sentido de solidaridad y compañerismo que debería existir en las relaciones interpersonales entre los hijos de Dios. Sin embargo, parece ser que Gutiérrez olvida que, aunque la transformación social del mundo es de suma importancia para Dios, la transformación interior del hombre es también primordial. La praxis debería conducir a una liberación integral del hombre, en primer lugar liberación del pecado y en segundo lugar libertad de las estructuras opresoras, libertad del hambre y de la enfermedad. Si no se enfatiza la importancia de la primera, entonces la teología se convertirá en un simple movimiento social sin implicaciones profundas en la vida de las personas.

### Escatología liberadora
Esta conclusión procede en buena medida de la concepción presente del reino de Dios y de la irrupción de la escatología en la historia: 

Si la historia humana es, ante todo, una abertura al futuro, ella aparece como una tarea, como un quehacer político, construyéndola el hombre se orienta y se abre al don que da sentido último a la historia: el encuentro definitivo y pleno con el Señor y con los demás hombres.

Así, la construcción de una historia, y consecuentemente de un presente más justo para todos los hombres “orienta” al hombre al reino de Dios. Para Gutiérrez, la fe debe demostrarse con un compromiso auténtico con la situación de los hombres.

## Críticas

### Ideología
Muchas veces se ha tachado a la teología de la liberación de ser una simple ideología político-social con ciertas implicaciones religiosas. Sin embargo, Gutiérrez, desde el inicio de su obra, indicó que la teología de la liberación no intentaba crear una ideología más sino de presentar lo que la palabra de Dios dice sobre la situación de este continente:
No se trata de elaborar una ideología justificadora de posturas ya tomadas, ni de una afiebrada búsqueda de seguridad ante los radicales cuestionamientos que se plantean a la fe, ni de forjar una teología de la que se «deduzca» una acción política. Se trata de dejarnos juzgar por la palabra del Señor, de pensar nuestra fe, de hacer más pleno nuestro amor, y de dar la razón de nuestra esperanza desde el interior de un compromiso que se quiere hacer más radical, total y eficaz.
Gutiérrez reconoce que la praxis liberadora debe de tener su base en la palabra de Dios. El proceso de liberación del hombre debe basarse, en primer lugar, en un análisis objetivo de la palabra de Dios. Sin embargo, parece que en muchas ocasiones las conclusiones a las que se llegan no son las mismas. Esto, sin lugar a dudas, se debe a los métodos hermenéuticos seguidos por la teología de la liberación. Sin embargo, es imprescindible reconocer que el intento por poner a la palabra de Dios como el centro de la praxis es, per se, una fuerte muestra de la fe y compromiso que Gutiérrez mantiene con la Biblia.

### El método teológico
Quizás lo más relevante de la teología de la liberación es su propuesta hermenéutica. Para la teología dogmática evangélica y católica, se debe observar el texto bíblico y la tradición para poder entender el mensaje original y, sobre la base de eso, crear un puente con nuestra realidad. Por otro lado, la teología de la liberación entiende este método de una forma diferente. La teología de la liberación, en primer lugar, observa la realidad. Es decir, por medio de la ayuda de las ciencias sociales, y con influencia del marxismo, analiza las condiciones socio políticas del contexto en el que se pronunciará el discurso teológico. Posteriormente va al texto bíblico para entender que aporta a dicha situación. Es indudable que la realidad social contemporánea al teólogo tiene una importancia vital para el desarrollo de su mensaje. Sin embargo, la teología de la liberación, en mayor o menor escala, pondría más énfasis en el análisis social que en el bíblico. 
Ahora bien, Gutiérrez reconoce la dificultad del desarrollo de la teología. 

Toda teología es una palabra sobre Dios. En última instancia, ése es su único tema. El Dios de Jesucristo se presenta como un misterio. Una sana teología es por ello consciente que intenta algo muy difícil, pensar y hablar sobre ese misterio.

Gutiérrez añade: "Dios es más objeto de esperanza que de Saber". En efecto, la teología de la liberación remarca la esperanza en el Dios de la vida, en el Dios que se identificó con los hombres al hacerse uno de ellos y morir por su libertad. Además, agrega la esperanza en el futuro que se construye bajo este siglo, pero que ha de ser perfeccionado con la llegada plena del reino de Dios.
Para Gutiérrez, la teología, o inteligencia de la fe, se encarga de describir las creencias y convicciones. “La fe del pobre busca por exigencia propia comprenderse a sí misma. En el fondo no es sino una expresión del tradicional principio ‘fides quaerens intellectum’. El verdadero sujeto de esta reflexión es… la iglesia entera con sus diferentes carismas y responsabilidades”. La teología de la liberación es, por lo tanto, la descripción de la fe de los pobres. Es tratar de comprender su propia identidad, su razón de ser y de existir.
Ahora bien, otro de los paradigmas teológicos que Gutiérrez presenta es la “opción preferencial por los pobres”: “Considero que la opción por el pobre es el aporte más importante de la vida y la reflexión de la Iglesia de América latina”. Básicamente este principio se basa en el ministerio de Jesús. De acuerdo con Gutiérrez, el ministerio de Jesús enfatizó la acción social en pro de los pobres. 
Las ciencias sociales, y en especial, las herramientas marxistas, han influido grandemente en el pensamiento de Gutiérrez. La teología de Gutiérrez, como se mencionó anteriormente, realiza un estudio social del medio en el cual será pronunciada. “Se trata entonces del recurso al análisis social en función del conocimiento de una situación y o para el estudio de asuntos considerados más estrictamente teológicos”. 
Sin embargo, Gutiérrez está consciente de que los postulados marxistas contienen pensamientos contrarios a la fe cristiana. Por lo tanto, él advierte que es necesario ser precavido y estar consciente de las implicaciones que con lleva el aceptar un método ateo como herramienta de análisis social. En el artículo “teología y ciencias sociales, Gutiérrez dice al respecto:

no se trata de una eventual aceptación de una ideología (sic) atea. En esta posibilidad estaríamos fuera de la fe cristiana y no en una cuestión puramente teológica… estos dos aspectos, ideología atea y visión totalitaria quedan pues tajantemente descartados, rechazados desde nuestra fe, desde una perspectiva humanista y también desde un sano análisis social.

Esto hace notar que Gutiérrez no está tomando una actitud irresponsable en torno al uso de las herramientas marxistas. Por el contrario, está consciente de las consecuencias que puede traer sobre la teología. Sin lugar a dudas, dichas consecuencias se vieron en el fuerte compromiso que algunas teologías de la liberación tomaron con algunos movimientos guerrilleros. Sin embargo, advierte: «Es preciso estar atentos (...), sin olvidar las formas históricas, ateas y violentas del Marxismo». El compromiso que la teología de la liberación tuvo con el marxismo resulta problemático para algunos críticos. Ciertamente, Gutiérrez realiza las advertencias pertinentes, pero estas han sido generalmente ignoradas por parte de teólogos y laicos.
La teología de la liberación ha demostrado ser un sistema teológico humano y con errores. Muchos de ellos se observan en el compromiso desmedido que esta teología tuvo con ciertos movimientos políticos. Su participación activa durante el tiempo de las revoluciones en América latina ha dejado una mancha imborrable sobre su nombre. Sin embargo, Gutiérrez mismo reconoce que su experiencia le ha hecho revaluar su sistema:

Las situaciones interpelantes y difíciles que vivimos como personas y como miembros de una nación son ocasiones de revisar nuestras opciones a la luz de lo que las motivó. Son horas de crisis, de juicio sobre ellas; nos ayudan a no aferrarnos a lo que hemos hecho hasta el presente… Nos permiten ver que, tal vez sin darnos cuenta, hemos ligado excesivamente las metas con los medios para alcanzarlas. Nos convocan a una mirada limpia y despejada. Eso es establecer prioridades.

Esta actitud de apertura y revisión a su propio sistema hace que el método teológico de la teología de la liberación no se vuelva obsoleto. Por el contrario, su continua revisión ocasiona que el mensaje de Gutiérrez sea cada vez más pertinente para la Iglesia latinoamericana. Por otro lado, agrega: «El paso del tiempo está haciendo que lo esencial se vea más claro y que lo accesorio pierda la relevancia que pareció tener en un momento dado. Un proceso de maduración está en curso».

### Polémica con Jerónimo Podestá
A comienzos de la década de 1970, invitado a dar una conferencia en Córdoba (Argentina) por el Movimiento de Sacerdotes para el Tercer Mundo, Gutiérrez se negó a comenzar su exposición si el padre Jerónimo Podestá permanecía en la sala. Podestá, exobispo de Avellaneda, iniciador de la práctica de curas obreros en Argentina y uno de los fundadores de la Teología de la liberación, era uno de los líderes del movimiento mundial que luchaba por el reconocimiento del derecho de los sacerdotes a casarse. Años después Clelia Luro, viuda de Podestá, activista contra el celibato obligatorio en la Iglesia Católica y presidenta de la Federación Latinoamericana de Sacerdotes Casados, criticó la actitud discriminatoria de Gutiérrez con una carta abierta en la que entre otras cosas dice:

Querido Gustavo: Soy  Clelia Luro, la compañera de Jerónimo Podestá ¿recuerdas? Tú habías viajado a Córdoba a una charla a los curas del Tercer Mundo. Lo habían invitado a Jerónimo por primera vez por medio de Marimachi. Jerónimo partió muy contento a  Córdoba, era  la 1º vez que los curas del  Tercer Mundo lo invitaban. Pasó que al día siguiente apareció Jerónimo en casa de regreso, le pregunté ¿qué le pasó? y su respuesta sin ocultar su dolor me dijo: “me echaron, Gustavo no quería comenzar si Jerónimo estaba en la sala” Yo pensé “teólogo de la liberación, ¿qué liberación sostenía?“ ¿La liberación clerical de valores falsos? Y me dio pena por tu persona. También supe que de la misma forma te comportaste con Leonardo Boff el mejor teólogo que hoy tiene la Iglesia. El sábado me llamó Francisco y le hice recordar de aquel episodio y me respondió que se acordaba porque yo ya se lo había contado cuando aún era nuestro Cardenal Bergoglio. Gustavo, si la Teología de la Liberación nos lleva a ser jueces de nuestros hermanos habría que hacer la Liberación de esa Teología...
Clelia Luro
12 de septiembre de 2013

Gustavo Gutiérrez ha desmentido totalmente esta información. Ya que no fue invitado a una reunión del MSTM (nunca), además de que no estuvo en Córdoba en esos momentos, y sólo estuvo allí muchos años más tarde. Es posible que Clelia Luro haya mezclado diferentes momentos. Es cierto que en una reunión en Córdoba en 1973 del MSTM se solicitó que los curas casados no participaran, cosa que Jerónimo Podestá (y algunos compañeros) no respetaron, y el encuentro se vio en conflictos. Lo cierto es que Gutiérrez, poco antes de morir solicitó que esa información fuera desmentida.

## Influencia
Dentro de sus más destacados seguidores se puede citar a los padres Hugo Echegaray y Luis Felipe Zegarra. Sin duda el pensamiento de Gutiérrez ha marcado, consciente o inconscientemente toda teología latinoamericana. Esta influencia puede observarse desde la propuesta evangélica de “misión integral” desarrollada años después del origen de la teología de la liberación, hasta el desarrollo de ministerios sociales dentro de las iglesias evangélicas en las últimas décadas. 
La teología de la liberación fue un llamado a todos los creyentes de América Latina a retomar el compromiso bíblico con los pobres. Sus continuos mensajes sobre la realidad de este mundo trabajan, aun hoy en día, como una reprensión a quienes han olvidado esta importantísima esfera del amor cristiano. Ahora bien, algunos argumentan que la teología de la liberación ha caído. Leonardo Boff comenta al respecto:

La teología de la liberación podría estar en crisis si las condiciones sociales que le sirven de matriz generadora estuviesen –felizmente- superadas. En tanto, la teoría que redimensionar su discurso, sin sufrir, sin embargo, discontinuidad, en la medida en que no se identifica liberación con una mera solución de los problemas sociales crónicos.

Entre sus amistades se cuenta el teólogo alemán Gerhard Ludwig Müller, recientemente nombrado titular de la Congregación para la Doctrina de la Fe. A propósito del pensamiento de Gustavo Gutiérrez, del que fue alumno, Müller declaró: "La teología de Gustavo Gutiérrez, al margen de cómo se la considere, es ortodoxa porque es ortopráctica y nos enseña el correcto modo de actuar cristiano, ya que deriva de la fe auténtica". Es importante señalar que las posiciones de Gutiérrez nunca fueron censuradas por la Santa Sede, aunque se le pidió modificar algunas de sus proposiciones.

## Obras
- Líneas pastorales de la Iglesia en América Latina (Montevideo, 1969).
- Teología de la liberación: Perspectivas (Lima, 1971, traducida a veinte idiomas).
- Teología desde el reverso de la historia (Lima, 1977).
- Revelación y anuncio de Dios en la historia (Lima, 1971).
- La fuerza histórica de los pobres (Lima, 1979).
- Beber un su propio pozo. En el itinerario espiritual de un pueblo' (Lima, 1983).
- Hablar de Dios desde el sufrimiento del inocente. Una reflexión sobre el libro de Job (Lima, 1986).
- La verdad los hará libres (Lima, 1986).
- Dios o el oro de las Indias (Lima, 1989).
- El Dios de la vida (Lima, 1989).
- Entre las calandrias. Un ensayo sobre José María Arguedas (Lima, 1990).
- En busca de los pobres de Jesucristo, el pensamiento de Bartolomé de Las Casas (Lima, 1992).
- Compartir la palabra. A lo largo del año litúrgico (Lima, 1995).
- Densidad del presente (Lima, 1996).
- ¿Dónde dormirán los pobres? (Lima, 2002).
- Gustavo Gutiérrez. Textos esenciales. Acordarse de los pobres (Lima, 2004, selección de textos de Gustavo Gutiérrez).
- Del lado de los pobres. Teología de la liberación (en coautoría con el cardenal Gerhard Müller, 2013).
- Iglesia pobre y para los pobres (en coautoría con el cardenal Gerhard Müller y José Sayer, 2015).
- De Medellín a Aparecida. Artículos reunidos. A los 50 años de la Conferencia episcopal latinoamericana de Medellín (Lima, 2018).

## Premios y reconocimientos
- Doctorado Honoris Causa por la Universidad de Nimega, en los Países Bajos (1979)
- Doctorado Honoris Causa por la Universidad de Tubinga, en Alemania (1985)
- Doctorado Honoris Causa por la Universidad Nacional Mayor de San Marcos, de Lima (1992)
- Doctorado Honoris Causa por la Universidad Nacional de Ingeniería (UNI), de Lima (1993)
- Académico de número de la Academia Peruana de la Lengua (1995)[25]
- Doctorado Honoris Causa por la Universidad de Friburgo, en Alemania (1998)
- Miembro de la Academia Estadounidense de las Artes y las Ciencias (2002)[4]
- Doctorado Honoris Causa por la Universidad de Buenos Aires (2001)
- Premio Príncipe de Asturias de Comunicación y Humanidades (2003)
- Nombramiento como profesor emérito del Departamento de Teología de la Pontificia Universidad Católica del Perú (2003)[18]
- Premio honorífico de la Defensoría del Pueblo (2007)[26]
- Doctorado Honoris Causa en Teología por la Universidad de Yale (2009)
- Medalla R.P. Jorge Dintilhac por la Pontificia Universidad Católica del Perú (2010)
- Maestro en Sacra Teología de la Orden de Predicadores (2010)[27][28]
- Premio Nacional de Cultura del Ministerio de Cultura del Perú (2012)
- Doctorado Honoris Causa por la Universidad Católica de Córdoba, en Argentina (2013)
- Premio Capri San Michele, Anacapri, setiembre 2014[29]
- Doctorado Honoris Causa por la Universidad Marcelino Champagnat, de Lima (2015)
- Premio Pacem in Terris, en Davenport, Iowa, Estados Unidos (2016)[30][31]
- Palmas Magisteriales, en el grado de Amauta, por el Ministerio de Educación del Perú (2018)[32][33]
- Docente honorario en la Universidad Nacional José María Arguedas (Apurímac), para el Departamento de Educación y Humanidades (2019)[34]
- Doctorado Honoris Causa por la Universidad Ricardo Palma, de Lima (2019)
- Doctorado Honoris Causa por la Universidad Femenina del Sagrado Corazón UNIFÉ, de Lima (2020)[35]